# Маньківка (річка)
Маньківка — річка в Україні, у Маньківському районі Черкаської області. Права притока Кищихи (басейн Південного Бугу).

## Опис
Довжина річки 16 км, похил річки — 4,4 м/км. Формується з багатьох безіменних струмків та водойм. Площа басейну 87,0 км².

## Розташування
Маньківка бере початок на північно-західній околиці села Дзензелівки. Тече переважно на північний схід у межах Маньківки. Між селами Мала Маньківка та Тимошівка впадає у річку Кищиху, праву притоку Гірського Тікичу.